# Agui
Agui (japanska: 阿久比町?, Agui-chō) är en landskommun i Aichi prefektur i Japan. Kommunen ligger cirka 26 km söder om centrala Nagoya.